# نيلسون نيد
نيلسون نيد (بالبرتغالية: Nelson Ned‏) هو ملحن وكاتب أغاني وكاتب ومغني برازيلي، ولد في 2 مارس 1947 في أوبا في البرازيل، وتوفي في 5 يناير 2014 في كوتيا في البرازيل بسبب ذات الرئة.

## وصلات خارجية
- نيلسون نيد على موقع IMDb (الإنجليزية)
- نيلسون نيد على موقع ميوزك برينز (الإنجليزية)
- نيلسون نيد على موقع أول ميوزيك (الإنجليزية)
- نيلسون نيد على موقع ديسكوغز (الإنجليزية)
- نيلسون نيد على موقع قاعدة بيانات الفيلم (الإنجليزية)